# 中芸
中芸，是臺灣高雄市林園區的一個傳統地域名稱，位於該區南部。相較於今日行政區，其範圍大致包括西溪里不含西部邊界地帶中偏南段及西北部及北部邊界地帶中央一小段、中芸里、鳳芸里、西汕里西端、中汕里西端、北汕里西南端、東林里南端、文賢里東南端、港嘴里東部邊界地帶中央一小段。
本地區境內主要聚落為中芸、中汕、西溪、中港、灣仔內、牛廍、沽仔藔、後大厝，設有中芸國中、中芸國小。

## 歷史
台灣日治初期，中芸地區為一街庄，稱為「中芸庄」（舊制街庄），隸屬於小竹下里。該庄昔日北與林仔邊庄為鄰，東與溪洲庄、汕尾庄為鄰，南邊及西南邊臨台灣海峽，西北邊為港仔埔庄。
1901年（日治明治三十四年）11月11日，全台廢縣廳改設二十廳，該庄隸屬於鳳山廳。1904年（明治三十七年）5月3日，該庄編入「中芸區」，隸屬於鳳山廳。1909年（明治四十二年）10月25日，全台合併二十廳為十二廳，中芸區改隸屬於臺南廳。1920年（大正九年）10月1日，全台地方制度大改正，廢十二廳改設五州二廳，該庄改制為「中芸」大字，隸屬於高雄州鳳山郡林園庄（新制街庄）。
戰後林園庄改制為林園鄉，隸屬於高雄縣，大字亦改制為村。1950年（民國39年）10月1日，高、屏分治，林園鄉仍隸屬於高雄縣。2010年（民國99年）12月25日，高雄縣、市合併為直轄高雄市，林園鄉改制為林園區，村亦改制為里。

## 聚落
本地區發展較早的聚落為中芸、中汕、西溪、中港、灣仔內、牛廍、沽仔藔、後大厝，在日治初期的官方地圖上已有記載。

## 交通
區道高87線是潭頭至中芸的道路，其南側端點（終點）位於本地區中部略偏北區道高87-1線路口，由此向西北蜿蜒而行，會經過本地區的後大厝聚落。
區道高87-1線是林園至港嘴的道路，其南側端點（終點）位於本地區中部偏東南的區道高89線路口，由此向西北轉北會經過本地區的灣仔內聚落。
區道高89線是林園至汕尾的道路，經過本地區東北部。

## 學校
- 中芸國中
- 中芸國小

## 產業
- 中芸漁港（大部分）